# Klassische Laminattheorie
Die klassische Laminattheorie ist ein Verfahren zur Berechnung der Scheiben- und Plattensteifigkeit sowie der Spannungen eines ebenen Mehrschichtenverbunds. Die Schichten des Verbunds bestehen für gewöhnlich aus orthotropen Faser-Kunststoff-Verbunden bzw. unidirektionalen Schichten. Es können aber auch isotrope Schichten behandelt werden. Von besonderer Bedeutung ist die Berechnung der Kopplung zwischen Scheibenbelastungen und Plattenverformungen. Bei vorhandener Kopplung kann sich ein Bauteil z. B. unter Zug krümmen, man spricht umgangssprachlich dann von Verzug.
Die klassische Laminattheorie ist die Grundlage einer Vielzahl von Berechnungsprogrammen für faserverstärkte Kunststoffe. Für eine Festigkeitsberechnung ist die Ermittlung der Schichtspannungen eines Mehrschichtenverbunds nach der klassischen Laminattheorie unerlässlich.
Die klassische Laminattheorie wird auch im deutschsprachigen Raum, in Anlehnung an den englischen Begriff classical laminate theory, als CLT abgekürzt. Daneben gibt es auch noch den Begriff Mehrschichttheorie.

## Annahmen
Die klassische Laminattheorie beruht in großen Zügen auf der Kirchhoff'schen Plattentheorie. Sie gilt nur für einen infinitesimalen ungestörten Ausschnitt. Es werden also keine Laminatrandeffekte oder Lasteinleitungsprobleme berücksichtigt.
Im Einzelnen gelten die folgenden Annahmen:
- Das Elastizitätsgesetz der Einzelschichten ist ideal linear elastisch.
- Das Laminat ist dünn (Dicke {\displaystyle t} ist klein gegenüber den restlichen Abmessungen)
- Die Laminatdicke {\displaystyle t} ist konstant
- Die Theorie I. Ordnung ist gültig (kleine Verformungen)
- Die Bernoullische Annahmen sind gültig (ebene Querschnitte, schubstarr in Dickenrichtung)
- Der Spannungszustand ist aufgrund der Dünnwandigkeit eben ({\displaystyle \sigma _{z}=\tau _{zx}=\tau _{zy}=0}).
- Die Schichten sind ideal miteinander verklebt.
- Das Laminat liegt in der {\displaystyle x,y}-Ebene.

## Berechnungsablauf
Vor der Berechnung müssen folgende Größen der Schichten festgelegt werden:
- Steifigkeitsmatrix {\displaystyle Q_{ij}} jeder UD-Schicht (Elastizitätsgesetz der Unidirektionale Schicht)
- Schichtwinkel {\displaystyle \alpha } der unidirektionalen Schichten. Bei isotropen Schichten ist der Schichtwinkel beliebig.
- Schichtdicken {\displaystyle t}
- Schichtreihenfolge

Der Konstrukteur versucht die obigen Größen so zu wählen, dass durch die äußeren Belastungen des Laminats eine möglichst günstige Beanspruchung jeder UD-Schicht entsteht. Des Weiteren muss er dafür sorgen, dass er die geforderten Steifigkeitsanforderungen erfüllt. Der nachfolgende Berechnungsgang wird daher oft iterativ durchlaufen.
1. Transformation der {\displaystyle N} Scheibensteifigkeitsmatrizen der UD-Schichten ins globale {\displaystyle x,y}-System  {\displaystyle Q_{k}\rightarrow {\hat {Q}}_{k}}
2. Berechnung der Scheibensteifigkeitsmatrix {\displaystyle A}, Plattensteifigkeitsmatrix {\displaystyle D} und Koppelsteifigkeitsmatrix {\displaystyle B}
3. Zusammensetzen der Scheiben-Platten-Steifigkeitsmatrix
4. Invertieren der Scheiben-Platten-Steifigkeitsmatrix
5. Berechnen der globalen Dehnungen {\displaystyle {\hat {\epsilon }}} und Krümmungen {\displaystyle {\hat {\kappa }}}
6. Transformieren der globalen Dehnung in die Dehnungen jeder UD-Schicht im Schichtkoordinatensystem
7. Berechnung der Spannungen in jeder UD-Schicht im Schichtkoordinatensystem mit Hilfe der Scheibensteifigkeitsmatrix der UD-Schicht {\displaystyle Q_{ij}}
8. Es folgt für gewöhnlich eine Festigkeitsanalyse mittels Bruchkriterien für Faserkunststoffverbunde.

Als Nebenprodukt erhält man aus der Inversen der Scheiben-Platten-Steifigkeitsmatrix die Ingenieurskonstanten des geschichteten Verbunds.

## Äußere Lasten
In der klassischen Laminattheorie wird nicht mit Spannungen, als äußere Lasten, sondern mit deren Flüssen gerechnet. Ein Kraft- oder Momentenfluss ist eine breitenbezogene Größe.
Bei isotropen Scheiben und Platten führen Scheibenlasten nur zu Scheibenverformungen (Dehnungen und Schiebungen). Bei geschichteten Laminaten können Scheibenlasten auch zu Plattenverformungen führen (Krümmungen und Drillungen). Daher ist die folgende Unterscheidung in Scheiben- und Plattenlasten notwendig.

### Scheibenlasten
Scheibenlasten sind Normal- und Schubspannungen in der Laminatebene bzw. deren Flüsse. {\displaystyle z} entspricht der Koordinatenrichtung normal zur Laminatebene.
{\displaystyle {\begin{bmatrix}n_{x}\\n_{y}\\n_{xy}\end{bmatrix}}=\int _{t}^{}{\begin{bmatrix}\sigma _{x}\\\sigma _{y}\\\tau _{xy}\end{bmatrix}}\,\mathrm {d} z}

### Plattenlasten
Die Plattenlasten bestehen aus den Biegemomentflüssen sowie dem Drillmomentenfluss. Das Drillmoment kann als Torsionsmoment interpretiert werden.
{\displaystyle {\begin{bmatrix}m_{x}\\m_{y}\\m_{xy}\end{bmatrix}}=-\int _{t}^{}{\begin{bmatrix}\sigma _{x}\\\sigma _{y}\\\tau _{xy}\end{bmatrix}}\cdot z\,\mathrm {d} z}

## Scheiben-Platten-Steifigkeitsmatrix
Die Scheiben-Platten-Steifigkeitsmatrix beschreibt das elastische Verhalten des gesamten Laminats. Sie setzt sich aus drei Untermatrizen zusammen, der Scheibensteifigkeitsmatrix A, der Plattensteifigkeitsmatrix D und der Koppelmatrix B, die die beiden ersten Matrizen koppelt.

### ScheibensteifigkeitsmatrixAij

Schematische Darstellung der Dehnungs-Schiebungs-Kopplung durch die oder Terme

Die Scheibensteifigkeitsmatrix ergibt sich aus der Parallelschaltung der Scheibensteifigkeiten {\displaystyle {\hat {Q}}_{ij}} aller {\displaystyle N} Einzelschichten (unidirektionale Schicht) unter Gewichtung der Schichtdicke der Einzelschicht.
{\displaystyle A_{ij}=\sum _{k=1}^{N}{\hat {Q}}_{ij,k}\cdot t_{k}}

### PlattensteifigkeitsmatrixDij

Schematische Darstellung der Biege-Drill-Kopplung durch die oder Terme

Die Plattensteifigkeitsmatrix ergibt sich aus der Parallelschaltung der Biegesteifigkeiten aller Einzelschichten (unidirektionale Schicht) zuzüglich deren Steiner Anteil.
{\displaystyle D_{ij}=\sum _{k=1}^{N}{\hat {Q}}_{ij,k}\cdot \left(\underbrace {\frac {t_{k}^{3}}{12}} _{\text{Biegesteifigkeit}}+t_{k}\underbrace {\left(z_{k}-{\frac {t_{k}}{2}}\right)^{2}} _{\text{Steiner Anteil}}\right)}

### KoppelsteifigkeitsmatrixBij

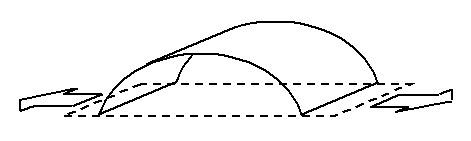
Schematische Darstellung der Dehnungs-Krümmungs-Kopplung durch die oder Terme

Die Koppelsteifigkeitsmatrix setzt sich aus den Scheibensteifigkeiten der Einzelschichten, gewichtet mit deren statischem Moment, zusammen. Daraus ergibt sich, dass für symmetrisch geschichtete Laminate die Kopplung zwischen Scheibe und Platte verschwindet. 

Die Kopplung zwischen Dehnungen und Krümmungen wird bei Bimetallschaltern ausgenutzt.
{\displaystyle B_{ij}=-\sum _{k=1}^{N}{\hat {Q}}_{ij,k}\cdot t_{k}\cdot \underbrace {\left(z_{k}-{\frac {t_{k}}{2}}\right)} _{\text{stat. Moment}}}

### Interpretation
Zusammengesetzt schreibt sich das Elastizitätsgesetz des Scheiben-Platten-Elements, bezogen auf die Neutralebene (Index 0), als
{\displaystyle {\begin{bmatrix}n_{x}\\n_{y}\\n_{xy}\\m_{x}\\m_{y}\\m_{xy}\end{bmatrix}}={\begin{bmatrix}A_{11}&A_{12}&A_{16}&B_{11}&B_{12}&B_{16}\\A_{12}&A_{22}&A_{26}&B_{12}&B_{22}&B_{26}\\A_{16}&A_{26}&A_{66}&B_{16}&B_{26}&B_{66}\\B_{11}&B_{12}&B_{16}&D_{11}&D_{12}&D_{16}\\B_{12}&B_{22}&B_{16}&D_{12}&D_{22}&D_{26}\\B_{16}&B_{26}&B_{66}&D_{16}&D_{26}&D_{66}\\\end{bmatrix}}{\begin{bmatrix}\epsilon _{x}\\\epsilon _{y}\\\gamma _{xy}\\\kappa _{x}\\\kappa _{y}\\\kappa _{xy}\end{bmatrix}}_{0}}
Ausgewählte Laminate und deren Eigenschaften des Elastizitätsgesetzes:
- UD-Schicht: orthotrop als Scheibe ({\displaystyle A_{16},A_{26}=0}), orthotrop als Platte ({\displaystyle D_{16}=D_{26}=0}), keine Scheiben-Platten-Kopplung ({\displaystyle B_{ij}=0})
- UD-Schicht außerhalb der Symmetrieebene: anisotrop als Scheibe ({\displaystyle A_{16},A_{26}\neq 0}), anisotrop als Platte ({\displaystyle D_{16},D_{26}\neq 0}), Scheiben-Platten-Kopplung ({\displaystyle B_{ij}\neq 0})
- ausgeglichener Winkelverbund oder Kreuzverbund: orthotrop als Scheibe ({\displaystyle A_{16},A_{26}=0}), orthotrop als Platte ({\displaystyle D_{16},D_{26}=0}), mit Symmetrie ist die Scheiben-Platten-Kopplung ({\displaystyle B_{ij}=0}), ohne Symmetrie ({\displaystyle B_{11},B_{22}\neq 0})

Die Platten-Orthotropie  wird aufgrund der fehlenden Wölbungs-Drillungs-Kopplung auch Wölbungsorthotropie genannt.

### Ingenieurskonstanten
Die Ingenieurskonstanten {\displaystyle {\hat {E}}_{x},{\hat {E}}_{y},{\hat {G}}_{xy},{\hat {\nu }}_{xy}} erhält man aus der inversen Scheiben-Platten-Steifigkeitsmatrix. {\displaystyle t_{ges}} stellt dabei die Schichtdicke des Laminates dar.
{\displaystyle {\begin{bmatrix}{\bar {A}}&{\bar {B}}\\{\bar {B}}^{T}&{\bar {D}}\end{bmatrix}}={\begin{bmatrix}A&B\\B&D\end{bmatrix}}^{-1}}
- {\displaystyle {\hat {E}}_{x}={\frac {1}{{\bar {A}}_{11}t_{ges}}}}

- {\displaystyle {\hat {E}}_{y}={\frac {1}{{\bar {A}}_{22}t_{ges}}}}

- {\displaystyle {\hat {G}}_{xy}={\frac {1}{{\bar {A}}_{66}t_{ges}}}}

- {\displaystyle {\hat {\nu }}_{yx}=-{\frac {{\bar {A}}_{12}}{{\bar {A}}_{11}}}}

## Grenzen der Theorie
Die Gültigkeitsgrenzen der CLT ergeben sich hauptsächlich aus den Annahmen der Kirchhoffschen Plattentheorie (siehe: Annahmen). Für dicke und gedrungene Platten nimmt die Qualität der Lösung ab. Auch sehr schubweiche Schichten unter Querkraftbelastung sollten nicht mit der CLT berechnet werden. Grund ist der steigende Anteil der Schubabsenkung gegenüber der Biegeabsenkung der Platte.
Bei reiner Scheibenbelastung beeinflusst die Scheibendicke die Qualität der Lösung nicht. Bei sehr dicken Einzelschichten kann es zu Abweichungen kommen, da bei der Scheibenbelastung die Verformung durch den interlaminaren Schub nicht berücksichtigt wird. Für die Praxis ist dies jedoch kaum von Bedeutung, da Laminate gewöhnlich aus dünnen Einzelschichten bestehen.

## Anwendung in der Finite-Elemente-Methode
Die Ingenieurskonstanten können direkt in der Finite-Elemente-Methode in Kombination mit Volumenelementen benutzt werden, um das globale Verhalten eines geschichteten Verbunds zu simulieren. Sind die Schichtspannungen von Interesse, müssen diese, wie in der manuellen CLT-Rechnung, aus den globalen Dehnungen berechnet werden. Die in der FEM berechneten Spannungen stellen die globalen Spannungen des Verbunds dar und entsprechen nicht den Schichtspannungen. Die globale Spannung darf nicht direkt in die Schichtspannungen transformiert werden.
Jedoch sind moderne FEM-Programme in der Lage bei geeigneter Modellierung auch die Schichtspannungen auszugeben. Hingewiesen wird hier auf die Modellierung einer Sandwichpanel-Biegeprobe mittels des FEM-Programmes Patran/Nastran. Das Sandwichpanel besteht aus insgesamt 5 Schichten, jeweils 2 Deckschichten (Prepreg Lage 1 und Lage 2), der Kernschicht (Wabenkern) und anschließend wieder zwei Deckschichten Prepreg (die Prepregschichten können als Laminat angesehen werden). Je nach Modellierungsart kann das Modell als Laminat-Variante ausgeführt werden. Hierzu werden den Shell-Elementen (Schalenelementen) einfach über das Composite-Tool die 2-d orthotropen Elementeigenschaften zugeordnet. Bei der Ergebnisausgabe kann dann sowohl die Spannung als auch die Dehnung der Einzelschicht angezeigt werden.
Bei der Formulierung über die Ingenieurskonstanten unter Verwendung von 3-dimensionalen Volumenelementen werden weder Schiebe-Dehn-Kopplungen (Anisotropie als Scheibe) noch Biege-Dehn-Kopplungen berücksichtigt. Auch die Anisotropie als Platte kann nicht abgebildet werden.
Es existieren spezielle Schalenelemente, die diese Kopplungen berücksichtigen können. 
Für den in der Praxis häufigen Fall der symmetrisch geschichteten, ausgeglichenen Laminate (Orthotropie) ist die Modellierung über Volumenelemente und Ingenieurskonstanten jedoch zulässig.

## Berechnungsprogramme
Es existieren eine Vielzahl von CLT-Programmen, die zum Teil kostenfrei erhältlich sind. Sie basieren zumeist auf Tabellenkalkulationsprogrammen. Teilweise ist eine Datenbank mit Faserhalbzeugen und Matrixsystemen angeschlossen.
- LamiCens (kostenfrei)
- ESAComp (kommerziell)
- Compositor (kommerziell)
- AlfaLam (lineares Werkstoffgesetz), AlfaLam.nl (nichtlineares Werkstoffgesetz), beide Programme sind kostenfrei
- eLamX (Java, kostenfrei)
- RF-LAMINATE 5.xx (kommerziell)

...